# Warter
Warter är en ort och civil parish i Storbritannien.   Den ligger i kommunen East Riding of Yorkshire och riksdelen England, i den centrala delen av landet, 270 km norr om huvudstaden London. Warter ligger 74 meter över havet och antalet invånare är 144.
Terrängen runt Warter är huvudsakligen platt, men åt nordväst är den kuperad. Terrängen runt Warter sluttar söderut. Runt Warter är det ganska tätbefolkat, med 139 invånare per kvadratkilometer. Närmaste större samhälle är Beverley, 19,8 km sydost om Warter. Trakten runt Warter består till största delen av jordbruksmark.